# Domenico Amalfitano
Domenico Amalfitano (Martina Franca, 18 agosto 1941) è un politico italiano.

## Biografia
Di professione insegnante, fu un esponente della Democrazia Cristiana in Puglia. Nel 1976 è stato eletto per la prima volta alla Camera dei Deputati, dove resta per quattro Legislature, fino al 1992.
Ha ricoperto anche il ruolo di Sottosegretario di Stato al Ministero della pubblica istruzione nel primo e nel secondo governo Craxi e poi ancora nel Governo Fanfani VI.